# Xabier Etxeita
Xabier Etxeita Gorritxategi [šabier ečejta] (* 31. října 1987, Amorebieta-Etxano, Španělsko) je španělský fotbalový obránce a reprezentant baskického původu, který v současnosti hraje v klubu Athletic Bilbao.

## Klubová kariéra
Ve Španělsku působil v seniorské kopané v klubech Athletic Bilbao, FC Cartagena, Elche CF.

## Reprezentační kariéra
V A-mužstvu Španělska debutoval pod trenérem Vicentem del Bosque 12. 10. 2015 na Národním sportovním komplexu Olympijskyj v Kyjevě v kvalifikačním utkání na EURO 2016 proti týmu Ukrajiny (výhra 1:0). Španělé si zajistili účast na Mistrovství Evropy ve fotbale 2016 ve Francii již před tímto zápasem a tak dostali prostor noví hráči.